# Invasion (film 2007)
Invasion (The Invasion) è un film del 2007 diretto da Oliver Hirschbiegel, basato sul romanzo di Jack Finney che ispirò il film del 1956 L'invasione degli ultracorpi, di cui Invasion è un remake.

## Trama
Dopo lo schianto di uno Space Shuttle sulla Terra, la psichiatra Carol Bennell scopre un misterioso virus di origine aliena, che attacca gli esseri umani nel sonno, durante la fase REM. Le vittime risultano diventare inumane, prive di sentimenti ed emozioni ma mantenendo l'aspetto esteriore immutato, rendendo così difficile l'identificazione tra soggetti sani e infetti. Carol, con l'aiuto di Ben Driscoll, si mette alla ricerca di Oliver, suo figlio, che è col padre Tucker (una delle vittime). Oliver, avendo contratto l'ADEM, malattia causata da una complicazione da varicella, è immune al virus alieno. Carol e Ben si separano: lei cerca Oliver, e lui cerca di portare sangue non contaminato dal virus al Dr. Galeano.
Carol trova Oliver, e insieme scappano lontani da Tucker che li cerca. Si nascondono in un supermercato in attesa di notizie da Ben. Dopo qualche ora, al supermercato arriva anche Ben, che però ha contratto anche lui il virus e come Tucker, e tutta la gente infetta, cerca di uccidere Oliver, l'unico che non può contrarre la malattia. Carol e Oliver scappano, e il Dr. Galeano li trova salvandoli. I dottori trovano finalmente un vaccino, e tutto ritorna alla normalità. Carol, Ben, Oliver e Gin, un amico di Oliver, i cui genitori erano morti poco dopo la diffusione del terribile virus, vivono tutti insieme come una vera famiglia.

## Produzione
La Warner Bros. ingaggiò lo sceneggiatore Dave Kajganich per scrivere una sceneggiatura per la realizzazione di un remake del film di fantascienza L'invasione degli ultracorpi. Al progetto si unirono il regista Oliver Hirschbiegel e l'attrice Nicole Kidman; successivamente si unì al cast Daniel Craig come coprotagonista al fianco della Kidman. Al cast si aggiunsero in seguito Jeremy Northam, Jeffrey Wright e Veronica Cartwright; quest'ultima aveva recitato nel film del 1978 Terrore dallo spazio profondo, sempre basato sul romanzo di Finney.
La produzione prese il via nel 2005 con il titolo Invasion, in seguito cambiato in The Visiting per non essere confuso con la serie televisiva Invasion. Le riprese iniziarono il 26 settembre 2005 a Baltimora per un periodo di 45 giorni. Nell'ottobre 2006 il film cambiò definitivamente titolo da The Visiting a The Invasion, dopo la cancellazione della serie televisiva omonima.
Durante le riprese del film, il 25 gennaio 2007, Nicole Kidman rimase vittima di un incidente sul set mentre girava una scena con Daniel Craig a bordo di una macchina, ma tutto finì per il meglio e l'attrice tornò a lavorare come se nulla di grave fosse successo.
La Warner Bros. non fu soddisfatta del lavoro di Hirschbiegel e chiese alle sorelle Wachowski e al regista James McTeigue di rigirare parti del film rendendolo più adrenalinico. Forse per questo motivo il film non è stato apprezzato né dal pubblico né dalla critica, divenendo uno dei più grandi flop del 2007.